# Друга кружна линија
Друга кружна линија (рус. Большая кольцевая линия; Линија 11) је линија Московског метроа. То је трећа кружна линија у систему, која се протеже изван постојеће Кружне линије и повезује се са Московским централним прстеном.
Прва деоница линије отворена је 26. фебруара 2018., а преостале станице отворене су 1. марта 2023.  Линија обухвата 29 станица, укључујући три са некадашње линије Каховскаја и дуга је 57,5 км, што је чини најдужом линијом метроа на свету, надмашујући Линију 10 пекиншког метроа за 514 м.  У новембру 2017. град је проценио укупну цену пројекта на 501 милијарду рубаља, у поређењу са ранијим проценама од 378,9 милијарди рубаља. 

## Име
Радни назив пројекта од почетка је био Трећа контура петље; међутим, пре отварања линије, градске власти су консултовале становнике да помогну у одлучивању о имену. У почетној анкети на веб страници анкете Активни грађани у октобру 2017, само 34% становника града гласало је за задржавање радног имена. 
Иако је задржавање радног назива била најпопуларнија опција, чланови градског већа за саобраћајну инфраструктуру предложили су још једно гласање. Експерт за транспорт Кирил Јанков је навео два разлога да су сви називи линија до сада били у женском граматичком роду и да су сви други називи линија генерално схваћени са географске тачке гледишта.  Град је одржао још једно гласање на својој веб страници како би грађанима омогућио да бирају између постојећег имена или линије Болсхаиа Колтсеваиа (велика кружна линија). Од алтернативних имена које су бирачи предложили у првом гласању, Болсхаиа Колтсеваиа је била најпопуларнија, са 9.000 гласова.

## Развој
Првобитни планови су предвиђали линију од 58 км са 27 нових станица. 
Цео пројекат је требало да буде завршен до 2020–2021.      Датум завршетка је одложен до 2023. 

### Први одељци
Пет станица отворено је 26. фебруара 2018.  Савјоловска је отворена 30. децембра 2018.

### Даље проширење
Првобитно је планирано да североисточни део буде завршен 2018., али је одложено две године док није отворен 27. марта 2020. и 31. децембра 2020. 1. априла 2021. отворена је деоница између Хорошовске и Мњевника. Ова деоница обухвата део линије од Електрозаводске до Нижегородске .  Постојећа кратка линија Каховскаја са три станице је уграђена у линију. Каховскаја је поново отворена 7. децембра 2021. након реконструкције у оквиру сегмента до Мњевника . Деонице од Савјоловске до Електрозаводске и од Каховске до Нижегородске отворене су 1. марта 2023.

## Возни парк
Типови возова метроа који се користио на линији током година:
| Тип                         | Датуми            |
| --------------------------- | ----------------- |
| Серије 81-760/761           | 2018 - 2021       |
| Серије 81-760А/761А/763А    | 2018 - 2021       |
| Серије 81-765.3/766.3/767.3 | 2018 - 2021, 2023 |
| Серија 81-765.4/766.4/767.4 | 2019 - 2021, 2023 |
| Серије 81-765/766/767       | 2020 - 2021, 2023 |
| Серије 81-775/776/777       | 2021—данас        |